# Ad-vientu
Ad-vientu (chinês tradicional: 等候, chinês simplificado: 等候, pinyin: Deng Hou) é uma curta-metragem hispano-chinesa realizada e escrita por Roberto F. Canuto e Xu Xiaoxi, e produzida pelos estúdios Almost Red Productions, Arkadin Ediciones e Producciones Viesqueswood, com a banda sonora composta por Andrea Centazzo.
Estreou-se no Festival Internacional de Cinema de Gijón a 25 de novembro de 2016, onde venceu o Prémio Dia das Astúrias de melhor curta-metragem.

## Elenco
- David Soto Giganto como Suso
- Ici Díaz como Cova
- Lidia Méndez como Vicky
- David Blanka como Xuan
- Beatriz Meré como Pipi
- Leyre Fernández Castañón como menina
- María de Los Casares como amiga de Xuan
- Jose Manuel Monge García como rapaz na rua